# Nokia C6-00
Nokia C6-00 — мультимедийный смартфон, управляемый операционной системой Symbian^1, производства компании Nokia. Это вариация N97 mini в простом, пластиковом корпусе, с горизонтальным механизмом раскрытия и без массива встроенной памяти. Вес и толщина телефона немного превышают эти же характеристики телефонов Nokia 5800 и N97 Mini. Телефон представлен в чёрном и белом исполнении корпуса, качество которого по отношению к телефонам среднего класса (производитель позиционирует C6-00 как самый доступный сенсорный телефон с QWERTY-клавиатурой), достаточно хорошее.
Телефон анонсирован Nokia 13 апреля 2010 года, а поступил в продажу в июле 2010 года.

## Технические характеристики
Аппарат выполнен в форм-факторе горизонтальный слайдер. Для управления используется сенсорный экран, по характеристикам совпадающий с экраном Nokia 5800. Также можно использовать выдвижную QWERTY-клавиатуру, имеющую 4 ряда и джойстик, находящийся с правой стороны от блока клавиш, в отличие от Nokia N900, N97 и N97 mini.
Аппарат оснащён 5 Мп камерой с автофокусом, одной LED вспышкой. Модуль камеры такой же, как у Nokia N97, Nokia X6, но нет оптики от Carl Zeiss.
Аппарат может подключаться к другим устройствам через Micro-USB 2.0, Bluetooth 2.0 (EDR/A2DP/AVRCP) и Wi-Fi (IEEE 802.11b/g). В аппарате — совмещенный порт 3,5 мм TRS «мини-джек» / video-out jack. Зарядка при подключении через USB не происходит.
В аппарате используется Li-Ion аккумулятор Nokia BL-4J емкостью 1200 мА·ч.
В комплект поставки входят:
- Nokia C6-00
- Аккумулятор (BL-4J)
- Зарядное устройство (AC-15E)
- USB-кабель (CA-101)
- Проводная стереогарнитура WH-102
- microSD-карта памяти на 2GB
- Инструкция